# Xiphopteris alternidens
Xiphopteris alternidens là một loài dương xỉ trong họ Polypodiaceae. Loài này được Ces. Copel. mô tả khoa học đầu tiên năm 1947.